# جلیل اخوان زنجانی
جلیل اخوان زنجانی (تیر ۱۳۱۱–۱۹ اسفند ۱۳۸۹) پژوهشگر و مصحح ایرانی بود. او در پنجمین دوره جشنواره فارابی به‌عنوان شخصیت پیشرو برگزیده شد.

## آثار
- روضة المنجمین (اثر: شهمردان بن ابی الخیر رازی، ۱۳۶۸)
- جهان دانش (ترجمه‌ای از الکفایه فی علم الهیئه اثر: شرف الدین محمد بن مسعود مسعودی، ۱۳۸۲)
- شرح ثمره بطلمیوس در احکام نجوم (اثر: خواجه نصیر الدین طوسی، ۱۳۷۸)
- ترجمه المدخل الی علم احکام النجوم (اثر: ابونصر قمی از، ۱۳۷۵)
- رصد و تاریخ‌گذاری در ایران (۱۳۸۴)